# Brooks England

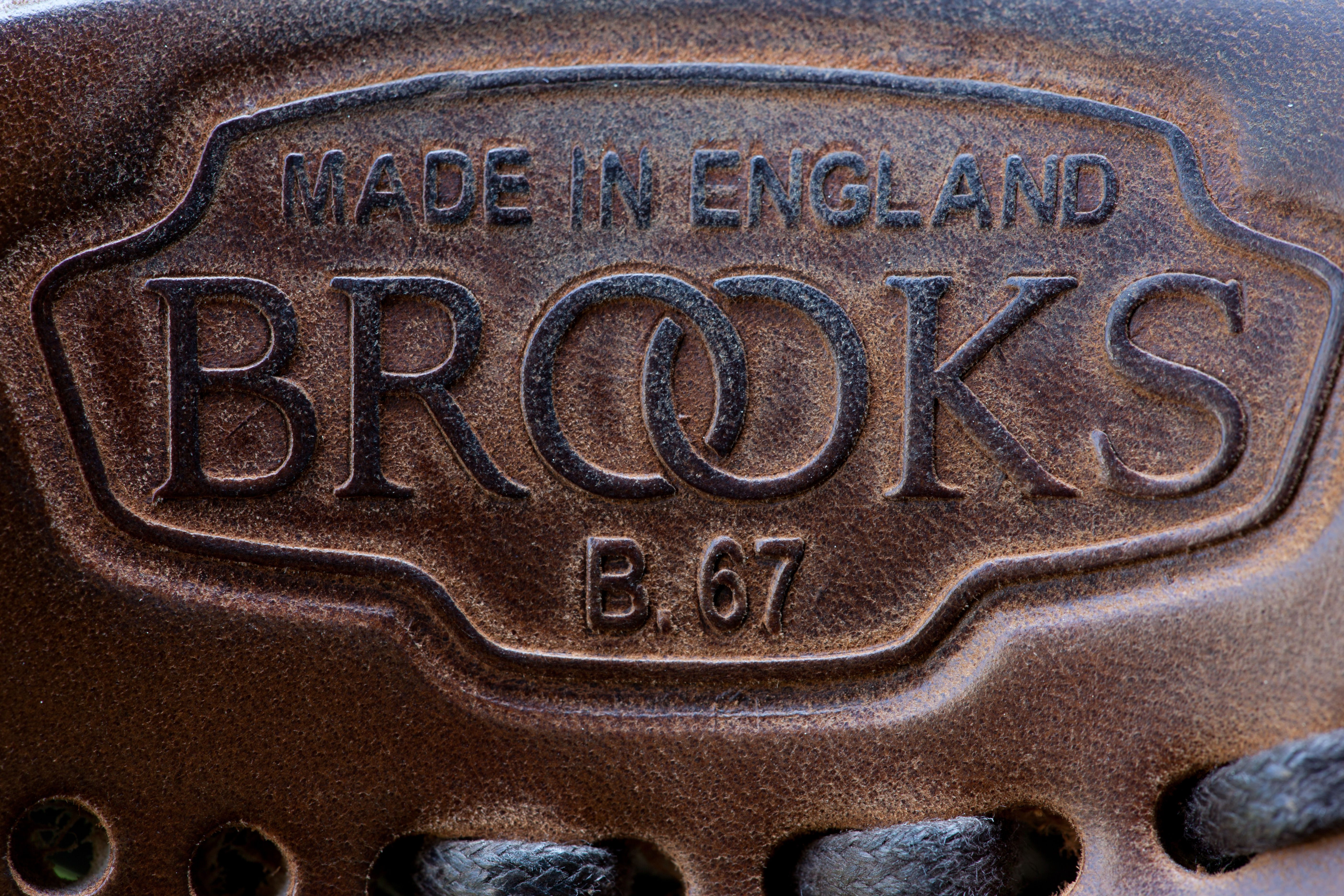
Emblema de la compañía Brooks en un sillín de bicicleta

Brooks England, (Español: Brooks Inglaterra) es un fabricante de sillínes de bicicleta en Smethwick, Birmingham, Inglaterra. Ha estado fabricando sillines en cuero para montar bicicletas desde 1866, cuando fue fundada en Hockley, Birmingham.

## Historia
Durante casi un siglo y medio, Brooks ha crecido de un pequeño taller en un sinónimo de calidad artesanal. En el año de 1865 John Boultbee Brooks dejó su pueblo natal de Hinckley en Leicestershire, con sólo 20 £ en el bolsillo.
Se dirigió hacia Birmingham, donde en 1866 fundó una empresa de arneses de caballo y artículos de cuero en general en Gran Charles Street bajo el nombre de JB Brooks & Co. En 1878, la desafortunada muerte del caballo del señor Brooks llevó a un golpe de inspiración. Con la imposibilidad de reponer el caballo, tomó prestada una bicicleta en el viaje para transportarse a su trabajo. Pero encontró con que el asiento era verdaderamente incómodo que se comprometió a hacer algo al respecto. El 28 de octubre de 1882, el Sr. Brooks patentó su primer sillín.

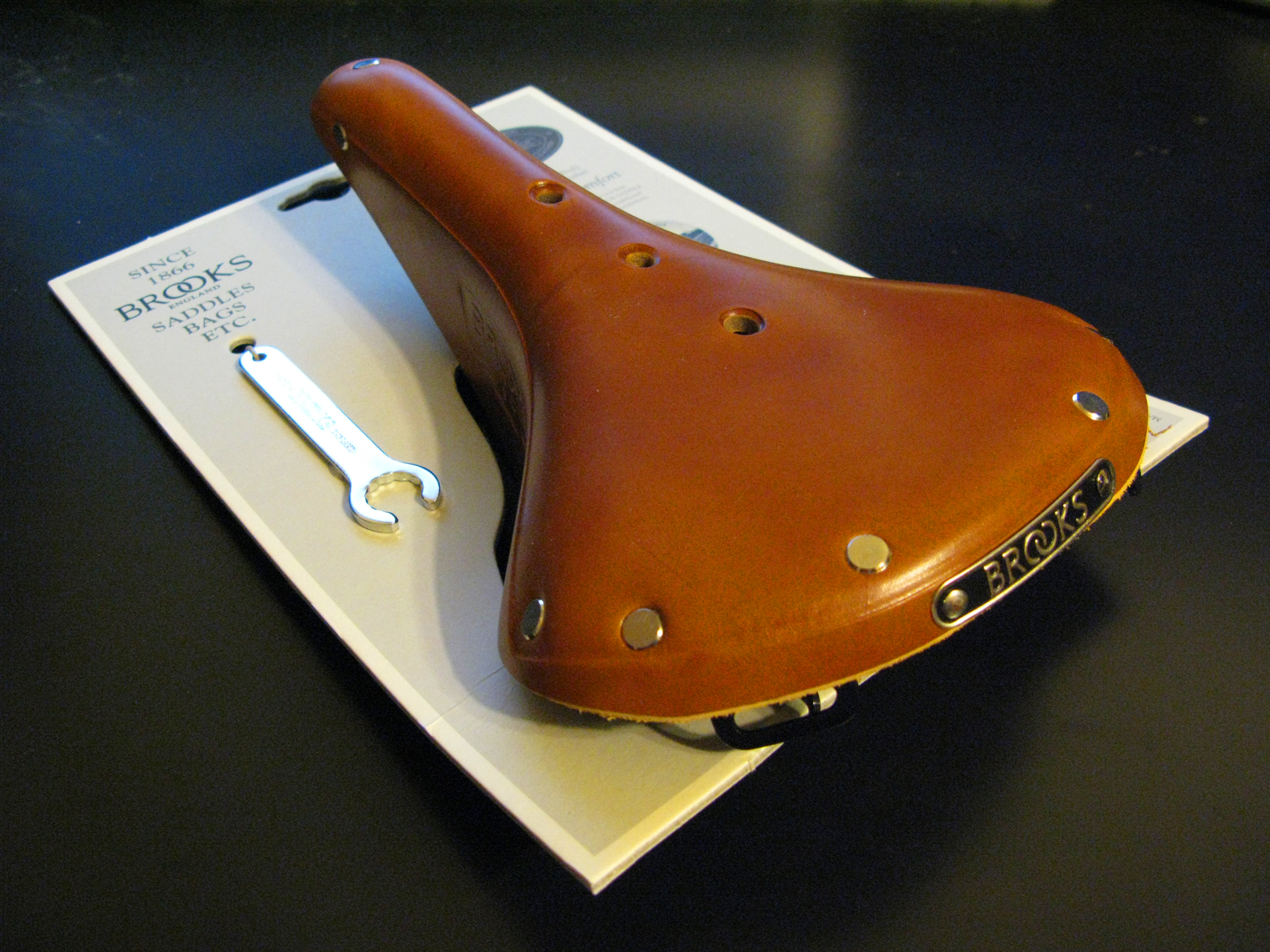
Un tornillo tensor permite tensar el cuero a medida que se destensa.

Ciclistas de todos lados agradecieron profundamente la propuesta y el nuevo producto fue todo un éxito. La empresa llegó a ser reconocida y respetada por su hermosa artesanía de sillines en cuero y pronto comenzó a fabricar también portafolios y accesorios para bicicleta y motocicleta.
Técnicas tradicionales en la manufactura de sillines en cuero y accesorios fueron heredadas de generación en generación por artesanos de la compañía cual creció bajo la guía de la familia Brooks hasta 1958.
En 1962, Brooks se convirtió en parte de la Raleigh Bicycle Company y se trasladó a sus instalaciones actuales en Smethwick en West Midlands, a pocos kilómetros de su ubicación original.
Los sillines de cuero son dos o tres veces más pesados que el plástico moderno o diseños de fibra de carbono, pero para algunos pilotos, el aspecto tradicional y el confort de larga distancia hacen de este un valioso intercambio.

### El Brooks B17

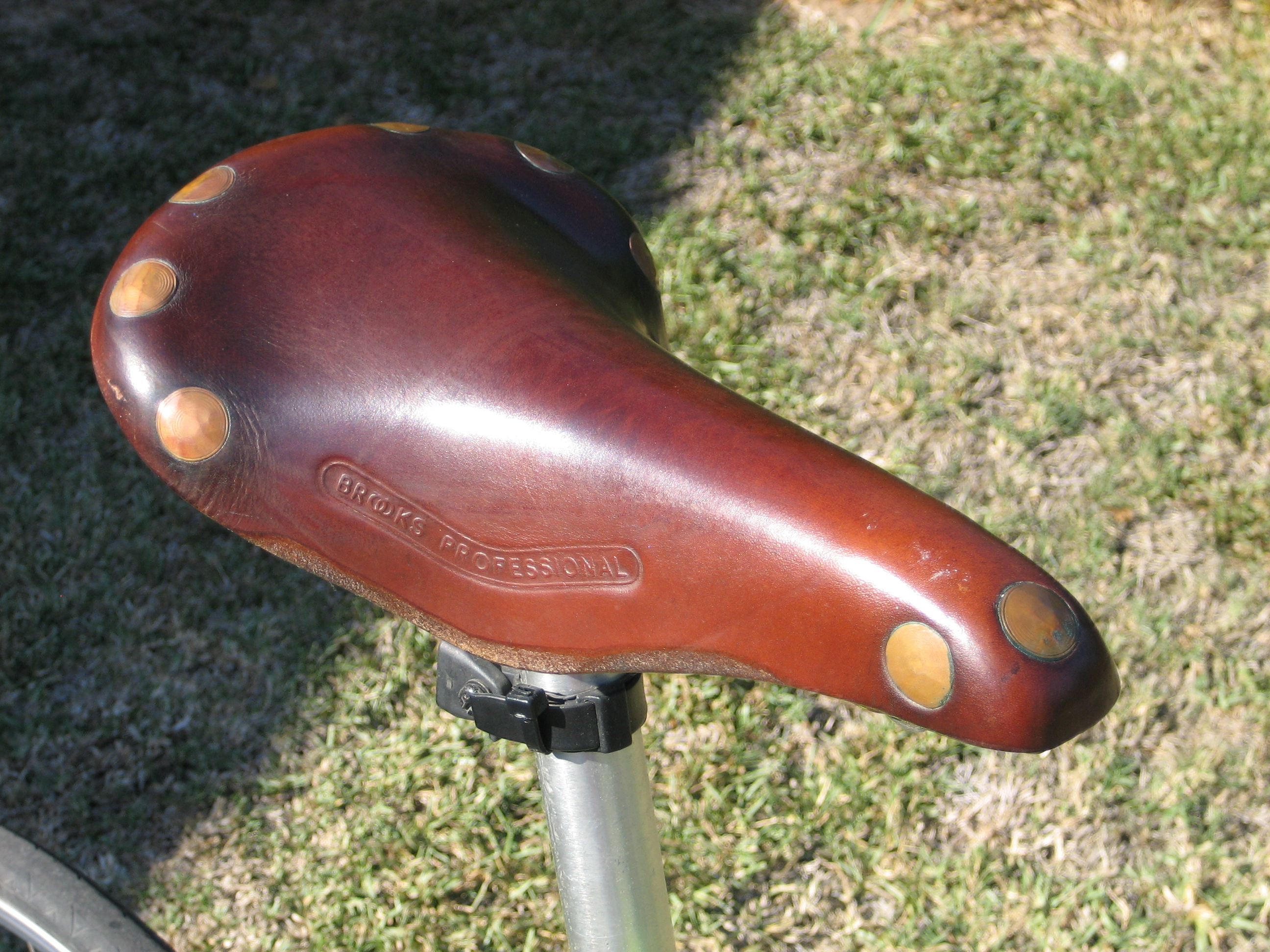
El Brooks Professional (introducido en 1963) se basó en el B17 Competition Campagnolo de 1959 pero con remaches más grandes.

Para una pieza de la bicicleta que todavía está en producción probablemente por casi 110 años es bastante extraordinario- sólo igualada por otro sillín de la gama Brooks, el  B90. Y a partir de la década de 1920 hasta la década de 1970 era el sillín de elección para la mayoría de los corredores serios en todo el mundo, incluyendo corredores profesionales de Francia, Países Bajos e Italia, que podrían haber elegido un sillín hecho en su propio país. Cicloturistas exigentes  seguirán con frecuencia a optar por un B17 por la pura comodidad que ofrece a lo largo de muchos kilómetros. Los sillines de cuero se moldean para adaptarse a la forma del ciclista  y el cuero pulido tiene la cantidad correcta de fricción para el ciclista sentarse.
El sillín B17 de Brooks fue originalmente lanzado en algún momento a mediados de 1890 – no ha sido posible establecer la fecha exacta. Inicialmente, el B17 no era el modelo de carreras superior en la línea Brooks. El B9, B10 y B11 fueron los mejores sillines de carreras. Los B17 de este período fueron más amplios que los de hoy en día – el ancho variaba un poco de año en año, pero por lo general eran 8 ½ pulgadas de ancho en comparación con el 6 ¾ pulg. para un estándar moderno. En 1905 Brooks introdujo una nueva versión del B17, el B17 Champion con unas dimensiones de 11 x 6 ½" casi idénticos al modelo estándar moderno.
En la década de 1920 se introdujo un nuevo modelo de B17, el estrecho (narrow)  que era solo 6" de ancho. Que había hecho una breve aparición en el catálogo de 1910, pero no parece establecerse en la línea antes de la década de 1920. Otro sillín mucho más especializado, el Sprinter (4 ⅜" de ancho) se introdujo a finales de 1920, y como su nombre lo indica este estaba destinado a los eventos de pista de corta distancia.